# Stanisław Beydo Rzewuski
Stanisław Beydo Rzewuski herbu Krzywda (ur. ok. 1600, zm. przed 26 marca 1668) – sędzia ziemski lwowski w latach 1655–1668, pisarz ziemski lwowski w latach 1653–1655, podstoli bracławski w 1641 roku, skarbnik halicki w latach 1638–1641, podstarości żydaczowski w 1638 roku, pisarz grodzki żydaczowski w 1629 roku.
Był synem Krzysztofa, dziedzica wsi Dłużek koło Kamieńca Podolskiego. Stanisław jako pierwszy z rodziny osiadł na stałe w województwie ruskim.
Poseł na sejm ekstraordynaryjny 1642 roku. Poseł na sejm 1645 roku, sejm 1646 roku. Poseł na sejm 1653 roku z ziemi lwowskiej. Poseł na sejm 1662 roku z województwa ruskiego.
Jego żoną z 1631 była Anna z Czerniejowskich (Czerniejewskich) herbu Korczak (zm. 4 września 1655). Żona wniosła mu w posagu Rozdół w powiecie żydaczowskim, w tymże powiecie miał też Krupsko. Stanisław Beydo i Anna Rzewuscy pozostawili synów Jana, określanego przez heraldyków jako podczaszy lwowski (choć nie figuruje w spisach urzędników), Franciszka Kazimierza i Michała Floriana, córki Annę, zamężną według Kaspra Niesieckiego za Iłżyckim, podkomorzym mozyrskim, i Katarzynę, żonę Franciszka Gumowskiego.
Małżonkowie Stanisław i Anna Rzewuscy byli fundatorami klasztoru ojców karmelitów w Rozdole. 